# Китанемук
Китанемук е малко северноамериканско индианско племе живяло в планините Техачапи и южния край на долината на Сан Хоакин. Говорели езика Серано към групата Такик на Юто-ацтекското езиково семейство.
Според Алфред Луис Крьобер имената „Кикитанум“ или „Кикитамакар“ са техни синоними. Йокутите Уяелмани ги наричали „Маямталап – дълтиге лъкове“. Тубатулабал ги наричали „Уитангатал“, чемехуевите – „Науият“, а мохаве – „Кувахаивима“. Белите им дали името „Индианците Техон“.
Информацията за тези хора е доста оскъдна. Значително били повлияни от техните северни и западни съседи, що се отнася до ритуалните практики, митологията и шаманизма. Живеели във вражда с йокутите и татавиам, а с чумашите и тубатулабал били в приятелски съюзи. Имали също така добри търговски отношения с мохаве и кечан.
Някои данни за техния живот са събрани от Алфред Крьобер и Джон Пийбоди Харингтън. Двамата предполагат, че социалната им организация е била подобна на тази в южна Калифорния. Имало някаква форма на патрилинейна система, но без тотемна структура. Социалното класиране и статус обаче били добре развити. Всяко село имало елит, включваш вожда, церемониален лидер, двама съветници, шамани и ритуални дейци.
Предполага се, че първият бял, който ги е посетил е Франциско Гарсес през 1776 г. Скоро след това всички китанемук били асимилирани в мисиите Сан Фернандо, Сан Габриел и Сан Буенавентура. През 1850-те повечето техни потомци, предимно със смесена кръв живеят в района на Форт Техон. По-късно някои от тях се преместили в резервата Туле Ривър.